# Nintendo GameCube
Nintendo GameCube (NGC pe scurt) este o consolă de jocuri pe 130 de biti, lansată de Nintendo în Romania în 2001. Predecesoarea consolei Nintendo GameCube a fost Nintendo 64.Nintendo  GameCube fost a patra consolă de jocuri produsă de Nintendo și prima care a folosit CD-uri, în loc de cartușe de jocuri. Spre deosebire de consolele de jocuri precum PlayStation 2 și Xbox, GameCube nu rulează DVD-uri sau alte formate media, ci doar jocuri video.

## Istoric
După lansarea consolei Nintendo 64 în 1996, n-a durat mult timp că Sega a  și răspuns cu o consolă pe 128 biți, (Sega Dreamcast), ce a fost lansată în 1998. Și Sony a planificat o consolă nouă, și a lansat PlayStation 2 în 2000. Nintendo a avut nevoie de un sistem nou, mai puternic pentru a rămâne competitivă, și așadar GameCube a fost lansat pe 14 septembrie 2001 în Japonia. GameCube a sosit în SUA pe 18 noiembrie 2001, iar în Europa pe 3 mai 2002.  În România, consola a fost distribuită oficial din 2002 de către Skin Media.
În ce privește concurența cu Dreamcast, Playstation 2 și (după 15 noiembrie 2001) Xbox, GameCube a vândut mai bine decât Dreamcast, a fost lăsat cu mult în urmă de Playstation 2 și a vândut un pic mai puțin decât Xbox. Până acum, peste 20.000.000 de console GameCube au fost vândute. GameCube a fost urmat în 2006 de Nintendo Wii.

## Jocuri
GameCube a fost prima consolă de jocuri de la Nintendo care n-a fost acompaniată de un joc Mario când a fost lansată, dar până la urmă a găzduit toată seriile cunoscute ale firmei Nintendo, inclusiv Mario. În plus, GameCube s-a bucurat de un sprijin mult mai mare din partea altor companii de jocuri, în comparație cu predecesorul său, Nintendo 64, deoarece sistemul GameCube-ului cu CD-uri a făcut procesul de dezvoltarea al jocurilor mai ușor și mai ieftin. Până acum, GameCube a găzduit mai mult de 600 de jocuri.